# Avoine cultivée
Avena sativa
« Avoine » redirige ici. Pour les autres significations, voir Avoine (homonymie).
Espèce
Classification phylogénétique
L'Avoine cultivée (Avena sativa L.), parfois appelée « avoine commune », « avoine byzantine » ou simplement « avoine », est une espèce de plantes monocotylédones de la famille des Poaceae (graminées), sous-famille des Pooideae. Connue seulement à l'état cultivé (cultigène), cette espèce a probablement été domestiquée en Europe centrale et septentrionale vers 2500 ans av. J.-C.
Ce sont des plantes herbacées annuelles aux tiges (chaumes) dressées et aux inflorescences en panicules lâches, aux épillets retombants.
L'avoine est cultivée à la fois comme céréale pour son fruit ou caryopse riche en amidon, et comme plante fourragère à couper en vert pour ses pousses tendres et sucrées qui plaisent aux animaux de la ferme. Elle fait partie des céréales à paille et est utilisée principalement en alimentation animale (notamment des équidés).
Le genre Avena comprend, outre l'avoine cultivée (Avena sativa), d'autres espèces cultivées à certaines époques (Avena byzantina C Koch, Avena abyssinica Hoscht., Avena strigosa Schreb., Avena brevis Roth., Avena hispanica Ard. et Avena nuda L.) et des espèces adventices, dont la folle avoine (Avena fatua) et l'avoine stérile (Avena sterilis).
Ces graminées n'ont ni la rusticité ni la rapidité de végétation du seigle, et montrent aussi plus d'exigence que ce dernier sur la qualité du sol, mais leurs tiges durcissent moins vite, ce qui constitue un avantage appréciable du point de vue fourrager. Comme fourrage récolté en vert, l'avoine présente l'avantage de n'occuper le sol que pendant un temps relativement court.

## Description

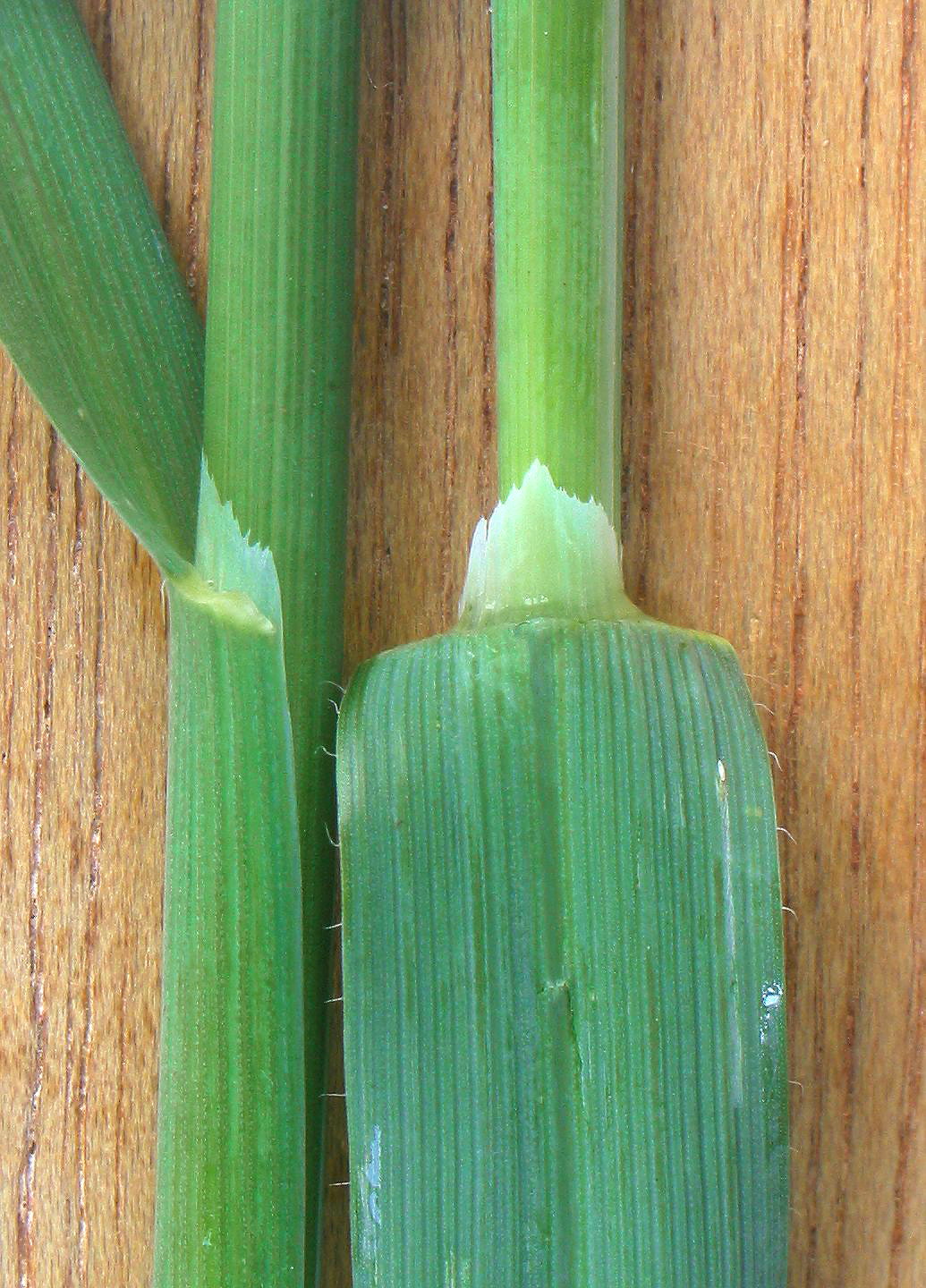
Les feuilles de l'avoine présentent une ligule blanche de 2 à 5 mm sans oreillettes.

La plante est facilement identifiable.
La floraison de l'avoine sauvage (Avena sativa subsp. sterilis) a lieu de mai à juillet.
L’avoine a des fleurs hermaphrodites autopollinisées par le vent. C’est une monocotylédone à tige cylindrique (cauline) de 25 à 150 cm de haut, au port dressé.
Les feuilles glabres, longues et effilées font 2 à 10 mm de large et engainent les tiges. Elles présentent une ligule blanche de 2 à 5 mm sans oreillettes au niveau de leur insertion sur la tige.
Les inflorescences sont des panicules lâches. Elles mesurent 8 à 30 cm de long, portant des épillets de deux à trois fleurs, mesurant 20 à 25 mm de long.
Le grain est un caryopse velu entouré de glumelles non adhérentes mais qui restent fermées.
L’avoine peut produire des racines adventives au niveau des nœuds.
Son système racinaire fasciculé est relativement puissant, pouvant s’enraciner jusqu’à plus de 1,5 m.
Avena sativa est une plante en C3 hexaploïde. L'avoine rude (Avena strigosa) est la seule avoine diploïde et est largement utilisée dans les programmes de création variétale, car plus rustique qu’Avena sativa, avec des graines plus petites.

## Variétés cultivées

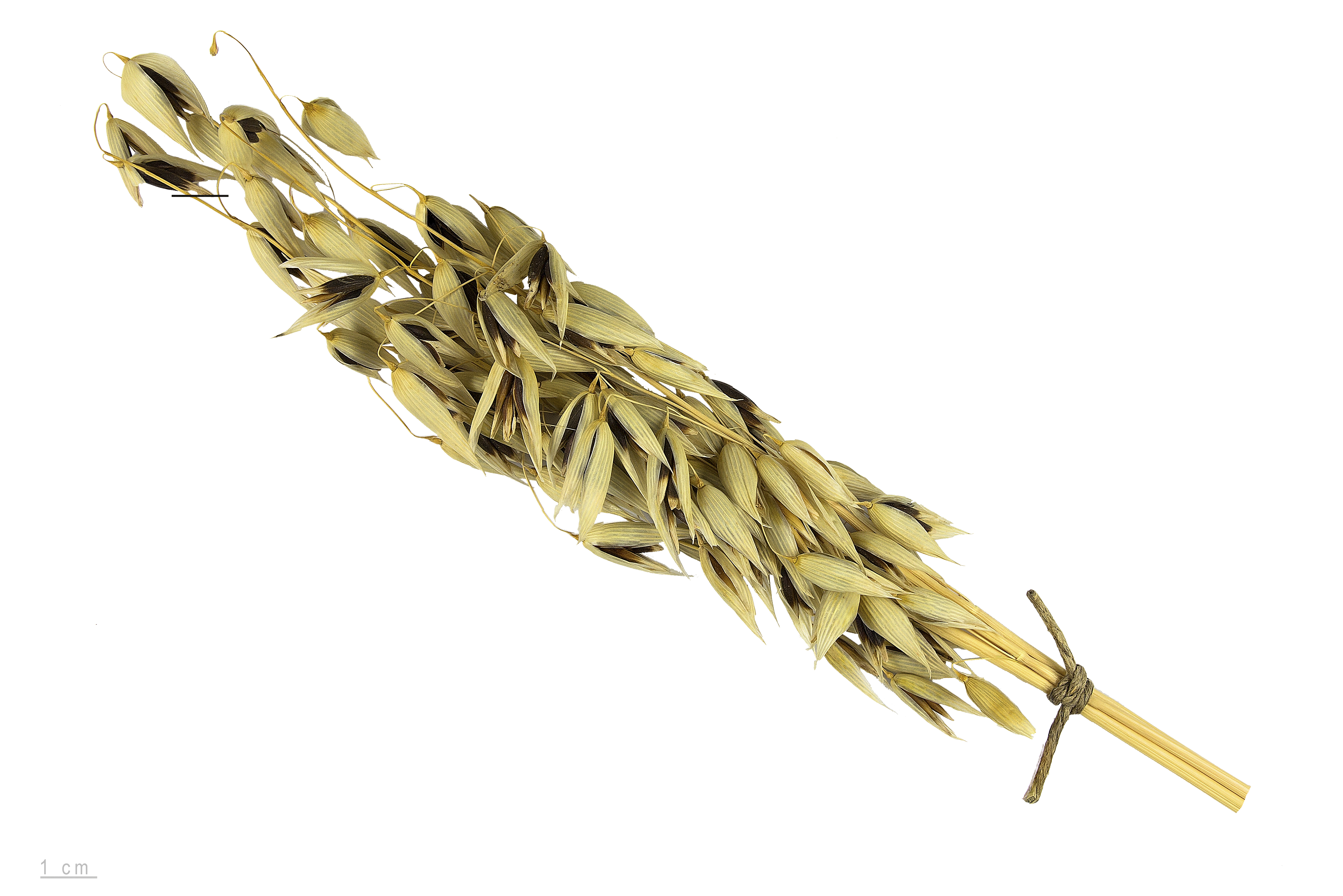
Avoine noire - Muséum de Toulouse.

En France, plus de 100 variétés cultivées (cultivars) sont inscrites au Catalogue officiel des espèces et variétés et près de 360 au Catalogue européen.
Quelques variétés cultivées en France : 
- de printemps : Albatros, Auteuil, Fringante, etc.
- d'hiver : Charmoise, Persane, Timoko, Vodka, etc.

## Culture

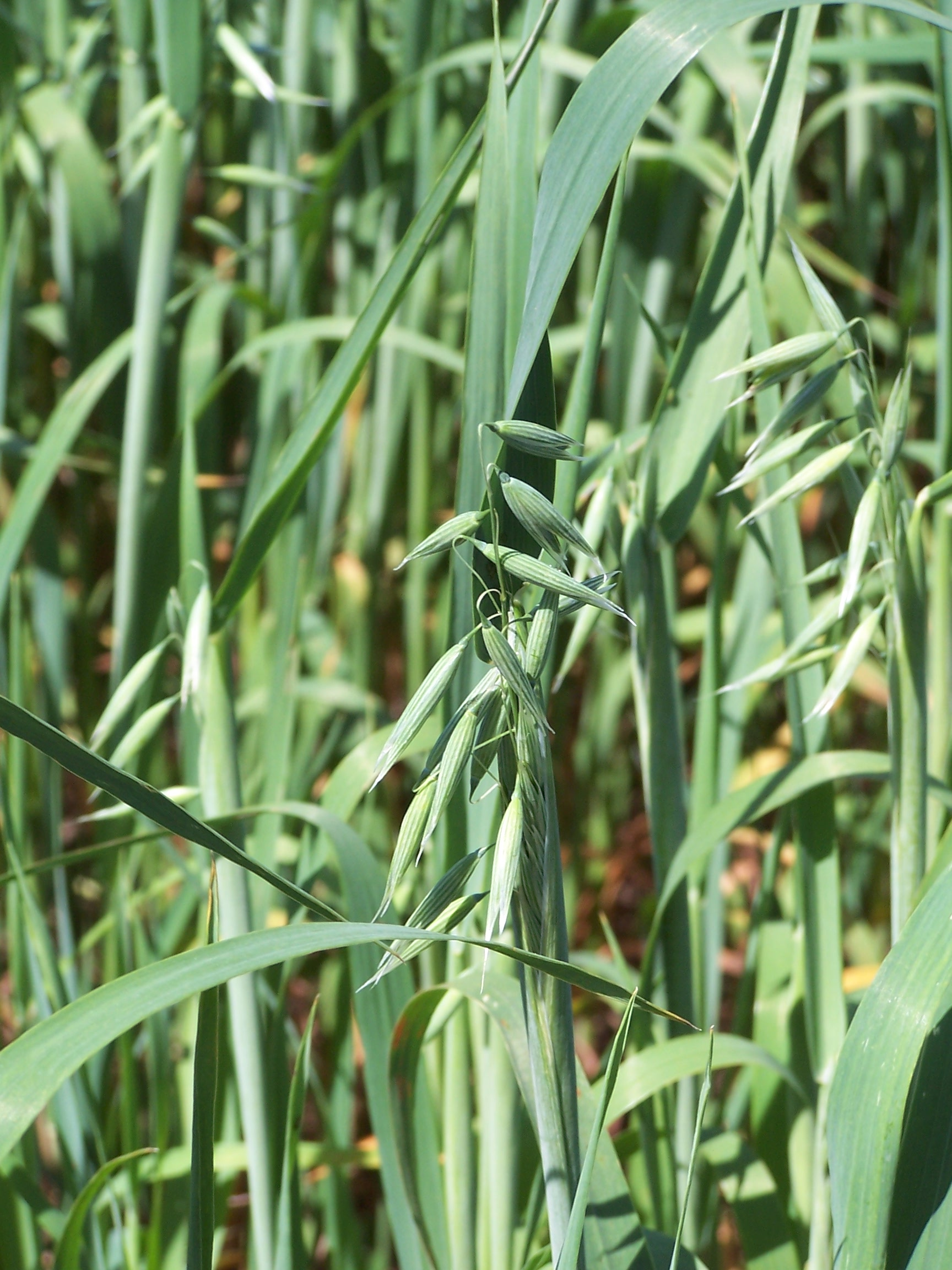
Avoine avec inflorescence.

L'avoine est une céréale qui peut être cultivée comme céréale d'hiver ou de printemps.
C'est une plante relativement exigeante qui ne doit pas être installée sur sols pauvres sans apport de fumier ou d’engrais. De plus, l’avoine ne supporte pas la submersion ou l’engorgement. Elle ne doit pas être cultivée en milieu inondable et sur sols très lourds qui favorisent l’engorgement. Enfin, l’avoine se développe assez mal sous ombrage, dans les associations trop denses.

## Histoire
L'avoine est utilisée depuis des siècles comme nourriture pour les animaux d'élevage et à destination humaine. Ses premières utilisations en phytothérapie proviennent de la médecine traditionnelle d'Inde, la médecine ayurvédique.

## Production
La production mondiale d'avoine a beaucoup baissé dans les 50 dernières années, passant de 50 millions de tonnes dans les années 1960 à 20 millions de tonnes en 2010. L'avoine a cessé d'être l'aliment de choix pour les animaux, maintenant remplacée par le maïs et l'orge.
Les pays à climat froid et à culture extensive sont les plus importants producteurs d'avoine au monde. Le Canada est le premier exportateur mondial (2,1 millions de tonnes), et les États-Unis le premier importateur. La Russie est le premier producteur.
| Production en tonnes en 2012-2013 Données de FAOSTAT (FAO) |            |       |            |       |
| Fédération de Russie                                       | 4 027 274  | 19 %  | 4 931 822  | 21 %  |
| Canada                                                     | 2 811 900  | 13 %  | 3 888 000  | 16 %  |
| Pologne                                                    | 1 467 900  | 7 %   | 1 190 039  | 5 %   |
| Australie                                                  | 1 262 032  | 6 %   | 1 121 135  | 5 %   |
| Finlande                                                   | 1 073 100  | 5 %   | 1 196 800  | 5 %   |
| États-Unis                                                 | 987 415    | 5 %   | 1 016 024  | 4 %   |
| Espagne                                                    | 683 500    | 3 %   | 964 700    | 4 %   |
| Royaume-Uni                                                | 627 000    | 3 %   | 964 000    | 4 %   |
| Suède                                                      | 731 200    | 3 %   | 851 500    | 4 %   |
| Allemagne                                                  | 756 500    | 4 %   | 627 700    | 3 %   |
| Chine                                                      | 600 000    | 3 %   | 614 000    | 3 %   |
| Chili                                                      | 450 798    | 2 %   | 680 382    | 3 %   |
| Ukraine                                                    | 629 700    | 3 %   | 467 270    | 2 %   |
| Brésil                                                     | 431 024    | 2 %   | 520 397    | 2 %   |
| Argentine                                                  | 495 940    | 2 %   | 444 820    | 2 %   |
| Autres pays                                                | 4 278 770  | 20 %  | 4 402 408  | 18 %  |
| Monde                                                      | 21 314 053 | 100 % | 23 880 997 | 100 % |

## Utilisations

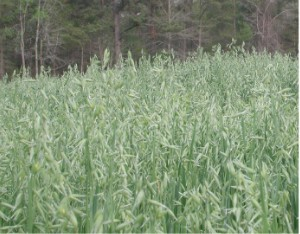
Champ d’avoine.

### En alimentation animale
L’avoine en grains était autrefois très utilisée pour l’alimentation des chevaux, à cause de son « pouvoir excitant » (dont l'origine n'est pas établie), qui était censé stimuler les animaux. Elle est encore utilisée pour les chevaux de sport. Sa valeur énergétique est cependant bien moindre que celle du blé ou de l’orge. Comme fourrage, on peut la cultiver en mélange avec une légumineuse comme la vesce, ce qui améliore sa teneur en protéines.
Dans le cadre de l'année internationale de la biodiversité 2010, un projet pilote s’est déroulé dans la région Franche-Comté, visant à cultiver des surfaces d'avoine permettant aux abeilles d'utiliser le pollen de cette plante comme aliment.

### En alimentation humaine
- L'utilisation de l'avoine dans l'alimentation est surtout d'origine anglo-saxonne ou nord-européenne. Elle concerne les flocons d’avoine, le gruau, le porridge, des biscuits, et la préparation d'une boisson telle que la bière de type oatmeal stout.
- L'avoine a été consommée par l'homme depuis des milliers d'années, surtout sous forme de gruau ou de bouillie. C'était un aliment commun.
- Les produits d'avoine plus récents sont le lait d'avoine (un lait végétal), le son d'avoine - recommandé dans le cadre de certains régimes amaigrissants.
- Depuis quelques années, l'intérêt pour l'avoine comme aliment bénéfique pour la santé s'est accru. En effet, de nombreuses études ont démontré qu'une fibre particulière de l'avoine - le bêta-glucane - a des propriétés régulatrices de la glycémie et également du taux de cholestérol sanguin[8],[9],[10],[11].
- Les protéines de l'avoine, riches en tryptophane, participent à la production de sérotonine et mélatonine chez l'humain. Les lipides possèdent un taux important de galactolipides, qui pourraient avoir un effet bénéfique sur notre système nerveux. Enfin, l'avoine contient de nombreux antioxydants comme les avénanthramides, les tocophérols et les tocotriénols[12].
- Problèmes intestinaux : le son d'avoine est une solution aux problèmes de constipation. Le son d'avoine est également un élément d'un régime amincissant récent, le régime Dukan.

On estime qu'aux États-Unis l'alimentation humaine correspond à un tiers de l'approvisionnement en avoine, et l'alimentation animale deux tiers.
- Protéines

L'avoine, comme le riz, a comme source de protéine majeure la globuline, qui se retrouve dans les légumineuses. Elle contient comme le riz de 5 à 10 % de prolamines incluant l'avénine, la proline, la glutamine, qui sont des protéines présentes chez les triticées. Les globulines sont caractérisées par leur solubilité dans l'eau saline. Les autres protéines classiques telles que le gluten (blé, orge, seigle) et la zéine (maïs), sont des prolamines. Une des protéines mineures de la prolamine est l'avénine. L'avénine est toxique chez les individus sensibles à cette protéine  et aurait des effets toxiques similaires à l’intolérance au gluten (voir Gluten). La source de protéines de l'avoine est équivalente qualitativement à celle du soja (légumineuse contenant la globuline), les recherches de l'Organisation mondiale de la Santé (OMS) ayant montré l’équivalence avec les protéines de la viande, du lait et des œufs. Les protéines contenues dans l'enveloppe de la graine sont en proportion de 12 à 24 %, l'un des taux les plus hauts de la famille des céréales.
- Acide phytique

Comme tous les grains, l'avoine contient de l'acide phytique dans son enveloppe (le son). Si l'avoine n'est pas trempée plusieurs heures, voire fermentée comme dans l'ancien temps, l'acide phytique peut se lier dans les intestins au calcium, magnésium, cuivre, fer et tout spécialement au zinc et bloquer leur absorption. Donc, un régime fort en céréales complètes non cuites peut entraîner un déficit en minéraux et des problèmes de santé[réf. nécessaire]. Simplement tremper, fermenter ou cuire (donc ramollir) ces céréales complètes permet aux enzymes et autres organismes de neutraliser et dégrader l'acide phytique afin d’empêcher cela.

### En couvert végétal et contrôle des bioagresseurs
L’avoine possède un système racinaire fasciculé relativement puissant qui lui permet de se développer sur sol modérément compacté et d’en améliorer la structure lorsqu'on l'utilise en CIPAN. Son système racinaire, très dense sur les horizons de surface, s’enracine en général à plus de 80 cm et peut atteindre 190 cm. De plus, l’avoine produit une biomasse conséquente et procure ainsi une très bonne couverture du sol. Cette couverture se décompose lentement (rapport C/N élevé) et se maintient en conséquence longtemps sur le sol. L’avoine bénéficie ainsi aux cultures qui lui succèdent, en particulier pour les légumineuses d'autant qu'elle permet un bon contrôle des adventices. L’avoine est une excellente plante nettoyante. Au-delà de l’effet d’ombrage procuré par la couverture, l’avoine a des facultés allélopathiques très marquées, que ce soit en végétation ou lors de sa décomposition. En conséquence, les cultures installées sur résidus d’avoine peuvent généralement être conduites sans utilisation d’herbicide.
L’avoine est souvent utilisée comme nématicide. Elle est considérée comme un bio pesticide, en particulier en semis direct. Son effet est multiple : d’une part, elle n’est pas un hôte des nématodes (en particulier Pratylenchus penetrans). Comme elle supprime les autres plantes qui pourraient être des hôtes, elle rompt le cycle de ces nématodes. D’autre part, elle a des effets allélopathiques et biocides, que ce soit pendant sa croissance ou lors de la décomposition de ses pailles. Par ailleurs, l’avoine sécrète par son appareil racinaire des substances fongicides, toxiques pour Fusarium, Gaeumannomyces et Rhizoctonia.

## Commerce
En 2014, la France a exporté en moyenne 7 500 t d'avoine par mois, à 98 % vers ces 6 pays : la Belgique (24 %), les Pays-Bas (22 %), l'Allemagne (19 %), l'Italie (19 %), l'Espagne (8 %) et la Suisse (7 %). Le niveau de prix est d'environ 170 €/t.

## Calendrier
Le 2e jour du mois de messidor (des moissons) du calendrier républicain / révolutionnaire français est officiellement dénommé jour de l'avoine, généralement chaque 20 juin du calendrier grégorien.

### Entreprises
- Jordans
- Quaker Oats Company